# Château de la Noë
Pour les articles homonymes, voir La Noë.
Le château de la Noë, également appelé château de Tracy,, est un château situé sur la commune de Tracy-sur-Mer dans le département du Calvados en région Normandie.

## Historique
Le château et la ferme attenante, dite de la Grande Noë ont été construits  par Pierre Gaucher, marquis de la Noë, au milieu du XVIIIe siècle sur des terres achetées en 1742 à l'intendant de la généralité de Caen Nicolas Joseph Foucault, lui-même propriétaire du fief  de Magny-en-Bessin. Au XIXe siècle, le baron Delort de Gléon fit effectuer quelques restaurations et aménagements notamment la décoration des lambris du salon du logis.
Le « salon Frémiet » a été classé aux monuments historiques par arrêté du 20 octobre 1995, tandis que le logis, son décor intérieur, les façades et toitures des communs du château, les façades et toitures des bâtiments anciens de la ferme de la Grande Noë, la grange avec son porche, la maison d'habitation, la charretterie, le parc avec ses sauts-de-loup et sa douve sont inscrits aux monuments historiques depuis le 11 mai 1994.

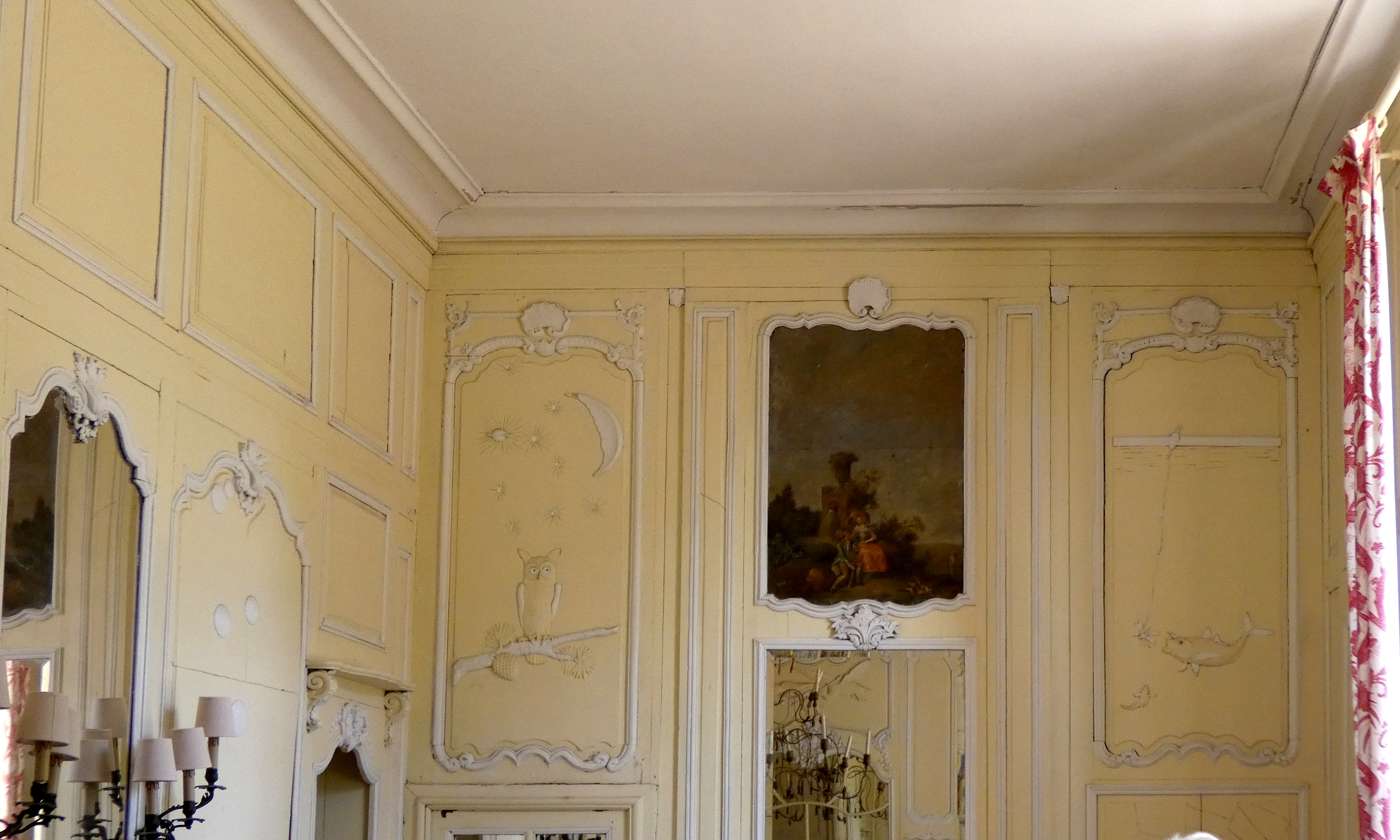
Le salon Frémiet.

## Architecture et décorations

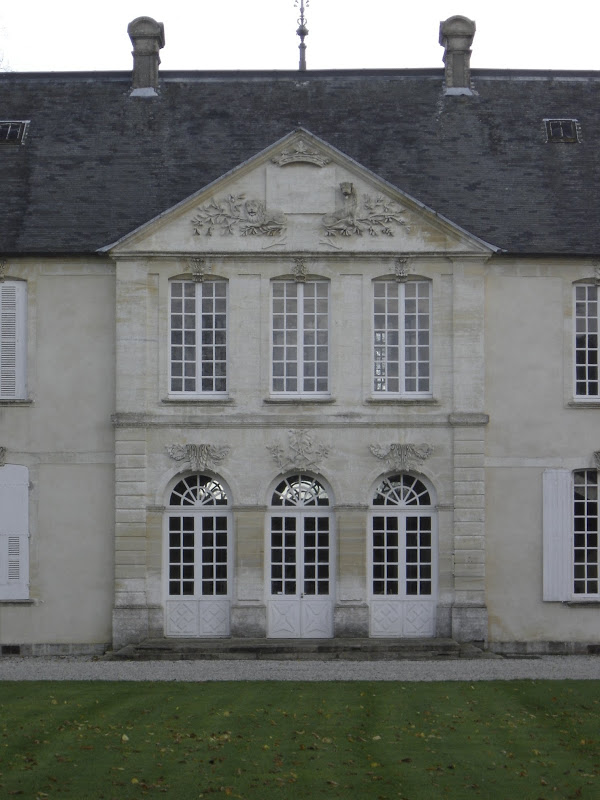

Plus modeste que son voisin de Magny-en-Bessin, le château de la Noë, construit vers le milieu du XVIIIe siècle, est une parfaite illustration du classicisme épuré et de la maîtrise des proportions prôné par François Blondel qui semble bien avoir inspiré les architectes de ces deux édifices ainsi que de nombreux autres châteaux du Calvados comme le château de la Londe à Biéville-Beuville. Construit sur deux niveaux, le logis arbore sur les deux façades côté cour et côté jardin un avant-corps central entouré de deux parties parfaitement symétriques percées de hautes fenêtres dont les linteaux sont ornés en leur centre d’un cabochon.
Côté cour, le fronton de l’avant corps est orné d’un lion, d’un léopard ainsi que de branches, de houx et d’olivier, le tout surmonté d’une couronne. Côté jardin, il présente des outils agricoles, du blé, de la vigne.
À l’intérieur, les lambris du salon décorés  vers 1890 de motifs animaliers par le sculpteur Emmanuel Frémiet sur demande du propriétaire de l’époque, le baron Delort de Gléon.
Cette habitation est entourée de bâtiments divers, écurie, remise, buanderie mais aussi chapelle, d’un jardin et d’un parc.